# Tommy Hansen
Filip Trojovský  (Havířov, 16 de marzo de 1982) es un actor, modelo y personaje de televisión checo. También ha incursionado en el ámbito de la pornografía gay bajo el nombre artístico de Tommy Hansen.

## Biografía
Realizó sus estudios superiores en Educación física y Deportes en la Facultad de Estudios Deportivos de la Universidad Masaryk en Brno, donde recibió su grado de bachiller. Su primera aparición en películas lo hizo para Bel-Ami, donde interpretó a un jugador de ajedrez de un equipo escolar. Dentro de su carrera pornográfica ha realizado múltiples escenas tanto de sexo oral como también de sexo anal. Aunque en la mayoría de las veces ha hecho un rol de pasivo, también ha hecho escenas de sexo bareback como activo junto a Tim Hamilton. En algunas entrevistas ha declarado que prefiere el sexo gay pasivo porque no le gusta penetrar con preservativo. Ha participado en una sesión de desnudo fotográfico para la revista estadounidense Freshmen. 
Mientras que Trojovský se desempeñaba dentro del mundo de la pornografía, quiso salir del lado erótico y entrar en el modelaje común. En 2005 se hizo conocido por ser el rostro de campañas publicitarias para la compañía alemana Müller-Milch, causando polémica dentro de grupos conservadores alemanes. A pesar de ello, contó con todo el apoyo de la compañía, quienes calificaron su carrera artística como "acrobática". Durante ese mismo año, participó como concursante de la versión checa del reality show Gran Hermano.
En el ámbito deportivo, Trojovský ha competido en kick boxing en la categoría de menos de 81 kg para la división de su equipo, el Arena Brno. También compitió por un corto tiempo en el equipo de fútbol americano amateur, Brno Alligators. 
En la actualidad reside en la ciudad checa de Brno donde se dedica al desarrollo de la cultura fitness.

## Filmografía (selección)
- 2002: Personal Trainers 5
- 2003: Julian
- 2003: Alpine Adventure
- 2004: Greek Holiday 1: Cruising the Aegean
- 2004: Greek Holiday 2: Cruising Mykonos
- 2005: Lukas in Love
- 2005: Lukas in Love 2
- 2006: Flings 2
- 2006: Out in Africa 2
- 2008: The Private Life of Brandon Manilow
- 2010: Dirty Secrets (compilado)